# Styloleptus posticalis
Styloleptus posticalis là một loài bọ cánh cứng trong họ Cerambycidae.